# Teroldego Rotaliano riserva
Il Teroldego Rotaliano riserva è un vino DOC la cui produzione è consentita nella provincia di Trento.

## Caratteristiche organolettiche
- colore: rosso rubino più o meno intenso, tendente al rosso mattone.
- odore: gradevole, etereo caratteristico e persistente.
- sapore: asciutto, sapido, pieno con piacevole retrogusto amarognolo, un po' tannico, armonico.

## Abbinamenti consigliati
- nessun dato disponibile